# Arsenal FC
Arsenal Football Club, kortweg Arsenal, is een Engelse voetbalclub uit Highbury, Londen, die werd opgericht in 1886 als Dial Square, waarna het in 1913 de huidige naam aan nam.

## Geschiedenis

### Van Dial Square naar Arsenal
In oktober 1886 vormde de Schot David Danskin en vijftien collega-munitiewerkers in Woolwich de Dial Square Football Club, genoemd naar een werkplaats in het hart van het Royal Arsenal-complex. Na de jaarwisseling veranderde de naam reeds in Royal Arsenal die haar meeste wedstrijden in Plumstead speelde. In 1890 won de club haar eerste (lokale) prijzen. Een jaar later werd Royal Arsenal de eerste professionele Londense voetbalclub.
Toen een vennootschap werd geregistreerd veranderde de club opnieuw van naam. Ze registreerden hun nieuwe naam, Woolwich Arsenal, bij de English Football League. Het was de eerste zuidelijke deelnemer van de Football League, waar het in de Second Division begon en in 1904 in de First Division belandde. Als gevolg van financiële problemen onder de munitiearbeiders en de opkomst van beter toegankelijke voetbalclubs elders in de stad stond Woolwich Arsenal in 1910 aan de vooravond van een faillissement.

### Bank of England
Henry Norris en William Hall, zakenlieden, kregen een rol binnen de club en zochten naar een nieuwe locatie. In 1913, net nadat de club naar de Second Division was gedegradeerd, verhuisde het naar de andere kant van de rivier naar het Arsenal Stadium in Highbury. De English Football League besloot Arsenal te promoveren naar de vergrote First Division, ten koste van de Noord-Londense rivaal Tottenham Hotspur.
Met een nieuw stadion en wedstrijden op het hoogste niveau verdubbelden het aantal toeschouwers per wedstrijd ten opzichte van Arsenals tijd in Plumstead. Ook het budget nam snel toe. Met recordbrekende uitgaven en ontvangstbewijzen werd Arsenal al snel bekend als de club van de Bank of England.

### Legendarische Gunners

#### Herbert Chapman

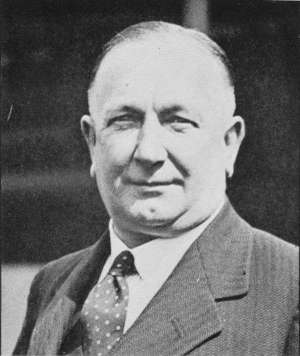
Herbert Chapman

Met de nieuwe locatie en het recordbrekende salarisaanbod van Arsenal werd in 1925 de succesvolle Huddersfield Town-hoofdtrainer Herbert Chapman aangetrokken. Hij bouwde een nieuw elftal op met daarin onder andere jonge talenten als Cliff Bastin en Eddie Hapgood, terwijl ook de aangetrokken sterren David Jack en Alex James deel uitmaakten van het team.
Het team van Chapman won in 1930 haar eerste nationale zilverwerk, de FA Cup. In de jaren erna, 1930/31 en 1932/33, volgden het landskampioenschap. Halverwege het seizoen 1933/34 overleed Chapman plotseling aan de gevolgen van een longontsteking. Joe Shaw en George Allison volgden in zijn voetsporen als hoofdtrainer en continueerden zijn successen door in 1934, 1935 en 1938 kampioen te worden. Daarnaast werd er in 1936 ook nog een FA Cup gewonnen.
Door de Tweede Wereldoorlog lag de competitie zeven jaar lang stil. Terwijl Arsenal door het land werd gezien als symbool van solidariteit met oorlogsinspanningen, eiste dezelfde oorlog een enorme tol van het team, aangezien de club meer spelers had verloren dan elke andere club op het hoogste niveau. Daarnaast namen de financiële mogelijkheden van de club af door de schulden van een herontwikkelde tribune.

#### Tom Whittaker
Desalniettemin veroverde Arsenal in 1948 wederom de titel. Het was de eerste prijs onder leiding van Tom Whittaker, die een succesvolle en zeer bekwame ploeg samenstelde ondanks de beperkte middelen. Ze wonnen een derde FA Cup in 1950 en een recordbrekende zevende landstitel in 1953, waardoor het destijds de meest succesvolle club in het Engelse voetbal was.

### Middelmaat
In de achttien jaar die volgden wist Arsenal geen beslag meer te leggen op de First Division en FA Cup. Hoewel de club competitief was eindigden ze veelal in de middenmoot van de competitie gedurende de jaren vijfig en zestig van de twintigste eeuw. Zelfs voormalig Engeland-aanvoerder Billy Wright kon als hoofdtrainer geen successen brengen.
Pas in 1968 en 1969 stond Arsenal weer in een finale, maar beide finales in de strijd om de League Cup gingen verloren. Wel boekte de club succes in de Jaarbeursstedenbeker van 1969/70. Het was een aanzet naar de dubbel die een jaar later werd behaald door het winnen van de First Division en FA Cup.
Oud-speler Terry Neill werd in 1976 met 34 jaar de jongste Arsenal manager ooit, tot op de dag van vandaag. Met nieuwe aanwinsten als Pat Jennings en talenten als Liam Brady en Frank Stapleton reikte de club tot drie FA Cup-finales op rij tussen 1978 en 1980 en verloren ze de strijd om Europacup II van 1980 na strafschoppen. Enkel de FA Cup-finale van 1979 werd gewonnen na een 3-2 overwinning op Manchester United.

### Succesjaren

#### George Graham
Voormalig dubbel-winnaar George Graham keerde in 1986 terug bij de club, ditmaal als manager. Onder zijn leiding won Arsenal voor het eerst in haar bestaan de League Cup in 1987. Graham schaafde aan een elftal waarin onder andere de Famous Back Four deel van uitmaakten, bestaande uit Nigel Winterburn, Lee Dixon, Steve Bould en Tony Adams. De defensieve prioriteit die Graham hanteerde ging in tegen het traditionele beeld van de club, maar kreeg al snel een cultstatus na aanvankelijk succes.
Ter gelegenheid van het 100-jarige bestaan van de English Football League werd er in 1988 gestreden om de Football League Centenary Trophy, die door de club werd gewonnen. Deze werd gevolgd door First Division-kampioenschappen in 1989 en 1991. In 1993 volgden een dubbel in de vorm van het winnen van de FA Cup en de League Cup, terwijl een jaar later de UEFA Cup Winners' Cup werd gewonnen.

#### Arsène Wenger

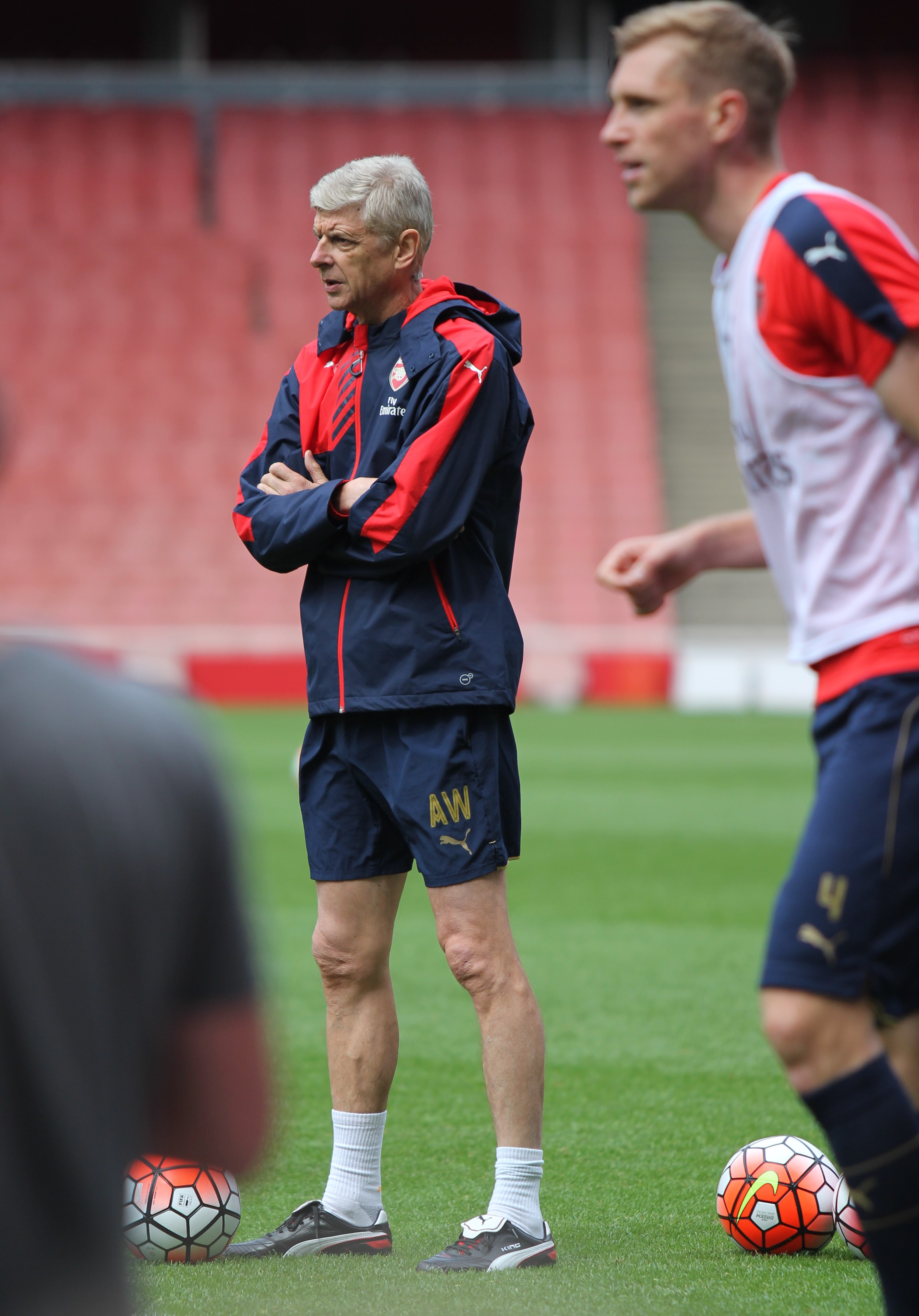
Arsène Wenger met op de voorgrond Per Mertesacker

Arsenal onderging onder de in 1996 aangestelde Fransman Arsène Wenger een metamorfose. Aanvalled voetbal, een herziening van voedings- en fitnesspraktijken en efficiëntie met geld bepaalden zijn sportieve koers. Met belangrijke spelers uit het thuisland van de manager, waaronder Patrick Vieira en Thierry Henry, werd er in 1998 en 2002 opnieuw beslag gelegd op een League en FA Cup-dubbel. Daarnaast reikte de club tot de finale van de UEFA Cup in 2000, won het de FA Cup-finales van 2003 en 2005 en werd er in 2004 opnieuw een landstitel behaald.

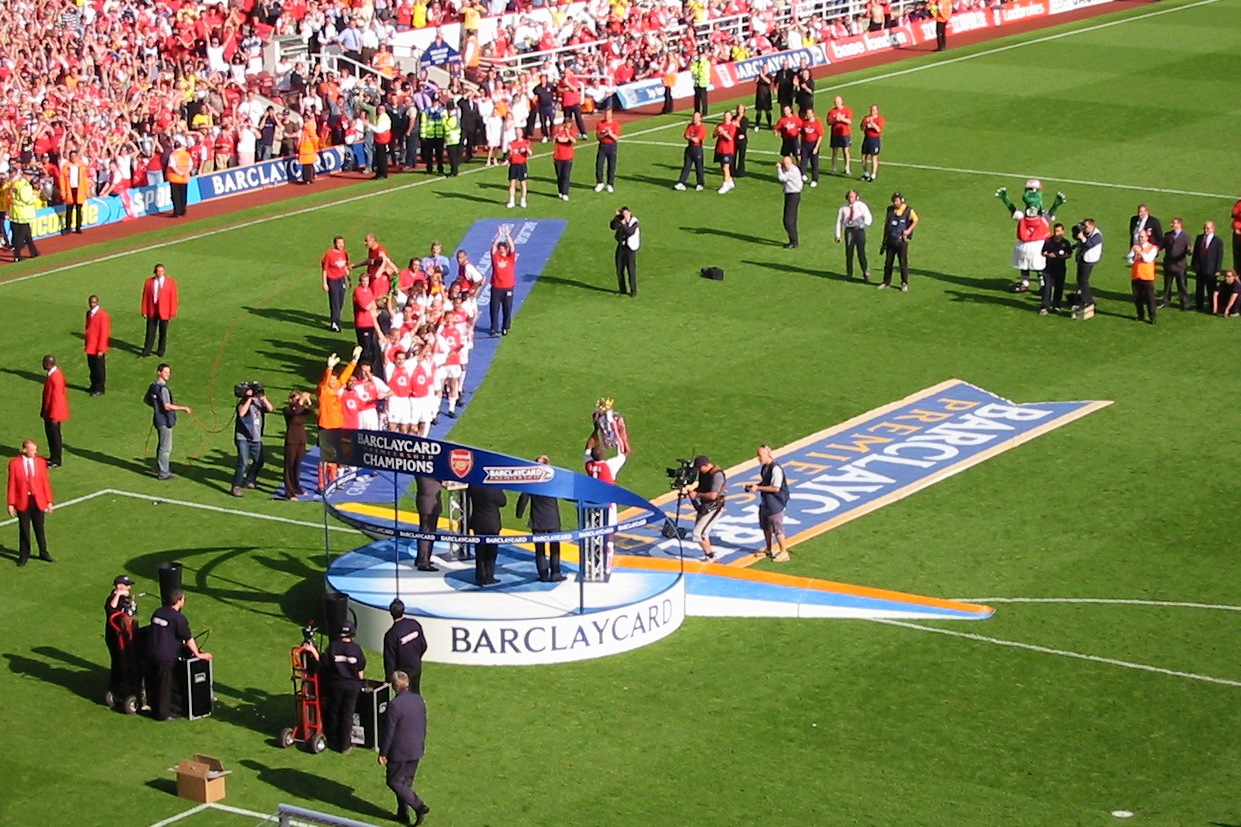
Arsenal viert het kampioenschap in het seizoen 2003/04

Het kampioensteam van 2004, met daarin naast Vieira en Henry onder andere Dennis Bergkamp, Ashley Cole, Sol Campbell en Jens Lehmann, kreeg de bijnaam The Invincibles doordat het geen enkele wedstrijd verloor dat seizoen. Daarmee was Arsenal de tweede club sinds Preston North End die dat lukte. Preston North End deed dat in het oprichtingsseizoen van de Football League, 1888/89. Arsenal brak een Europees record door 49 wedstrijden achtereen ongeslagen te blijven. De uiteindelijke nederlaag werd toegediend door de aartsrivaal uit Manchester, Manchester United.
In acht van de eerste negen seizoenen onder Wenger eindigde de club in de top twee van de Premier League, maar wisten ze nooit opeenvolgende titels te winnen. Ook kwamen ze in de Champions League niet verder dan de kwartfinale tot het seizoen 2005/06. Dat seizoen werden ze de eerste Londense club die de finale bereikte, maar deze werd met 2-1 verloren van Barcelona.

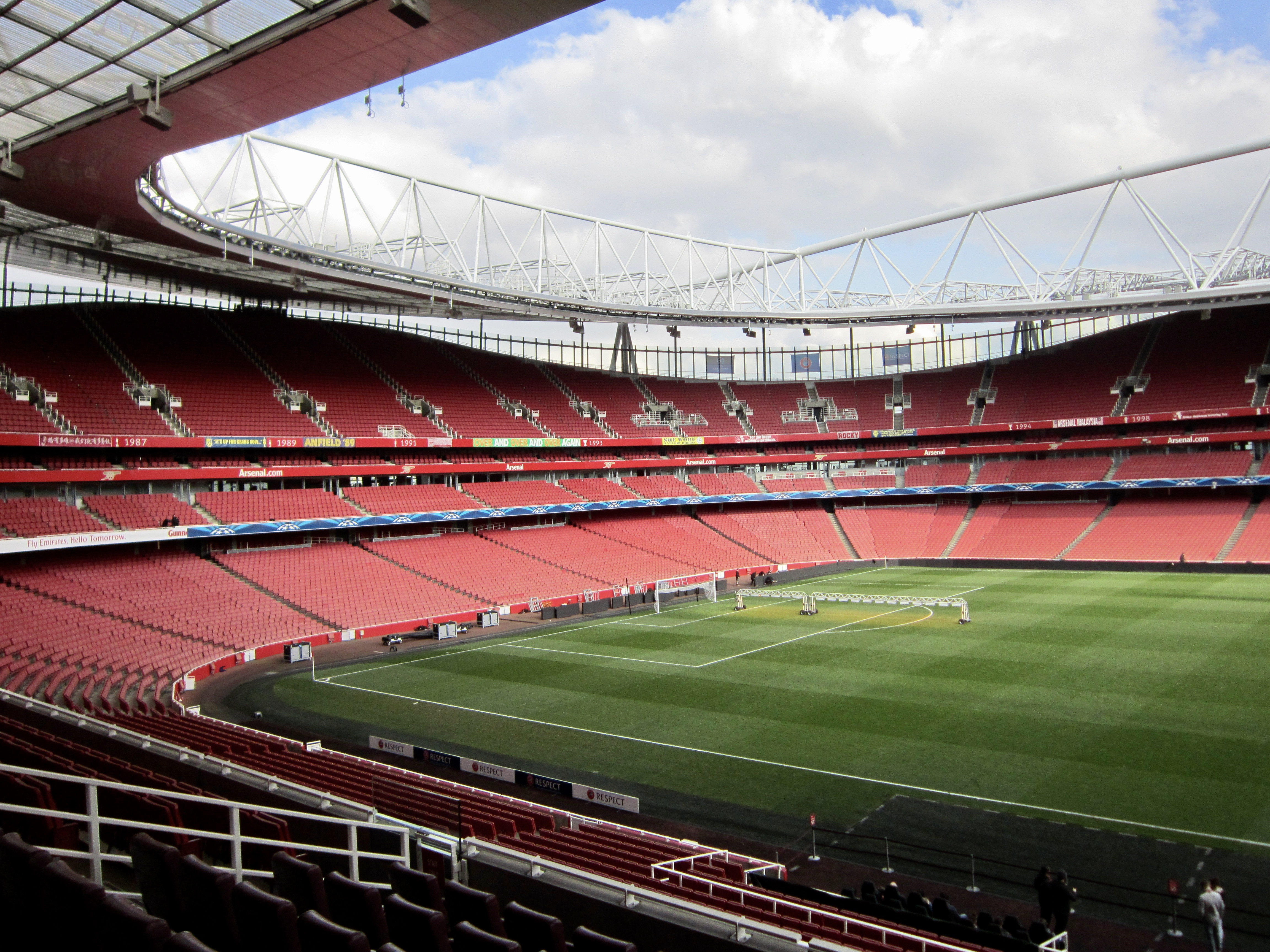
Emirates Stadium

Na de verhuizing naar het Emirates Stadium in 2006 bereikte het enkel nog de League Cup-finales in 2007 en 2011, die verloren gingen tegen Chelsea en Birmingham City respectievelijk.
Door middel van recordaankoop Mesut Özil hoopte de club voor het eerst sinds 2005 weer een prijs te winnen. Hier slaagde het in 2013/14 direct in door in de FA Cup-finale Hull City met 3-2 te verslaan, nadat het met 2-0 achter kwam te staan. Een jaar later werd opnieuw de FA Cup gewonnen. In 2017 werd Arsenal zelfs de meest succesvolle club in het bekertoernooi door hem voor de dertiende keer te winnen. Ondanks het succes in het bekertoernooi eindigde de club voor het eerst sinds de aanstelling van Wenger in 1996 buiten de top vijf van de Premier League. In zijn 21e en laatste seizoen behaalde Wenger de zesde plaats en won hij nog het Community Shield. Aan het einde van het seizoen 2018 nam de voormalig succestrainer afscheid van Arsenal. Met zijn lange dienstverband werd hij de langstzittende coach in de Premier League. Wenger is echter niet de coach met grootste anciënniteit op het hoogste Engelse niveau, omdat de Premier League pas sinds 1992 bestaat.

#### Aandelenhandel
In mei 2017 deed Alisher Usmanov pogingen om Arsenal volledig in handen te krijgen. De steenrijke Russische zakenman bracht een bod van ruim 1,5 miljard euro uit om meerderheidsaandeelhouder Stan Kroenke uit te kopen, maar deze sloeg het bod af. Usmanov bezat op dat moment 30 procent van de aandelen, terwijl Kroenke 67 procent in handen had. De miljardair uit Rusland, die zijn fortuin vergaarde in de staalindustrie, wilde de volledige zeggenschap krijgen, omdat hij bezorgd was over het gebrek aan investeringen in de club. Tegenover het zakenblad Bloomberg liet hij weten dat de magere resultaten van de club niet alleen de schuld waren van manager Arsène Wenger, maar vooral ook van het bestuur en van Kroenke. Die verklaarde later op zijn beurt niet van plan te zijn om zijn aandelen in Arsenal te verkopen. In augustus 2018 was het vervolgens Kroenke die de aandelen van Usmanov overnam.

### Revolutie

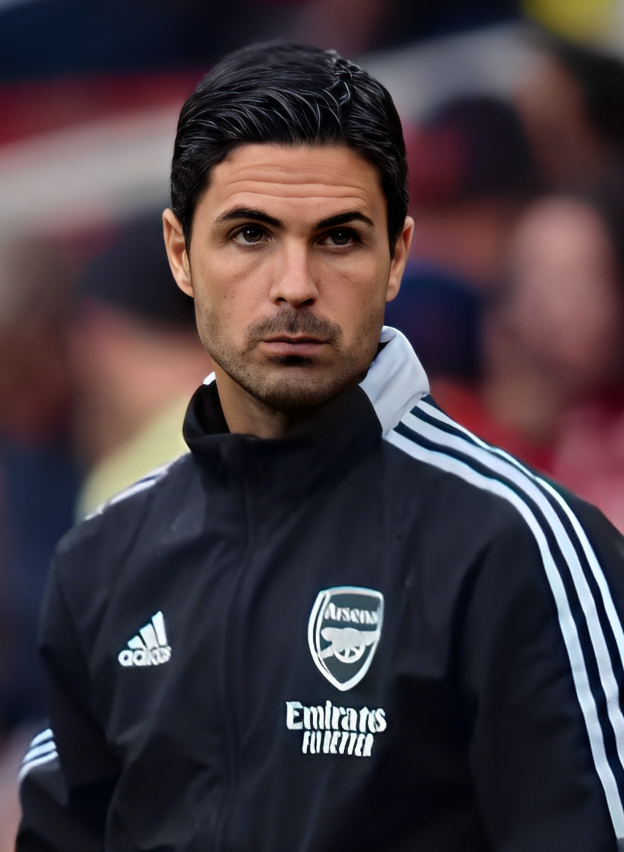
Mikel Arteta

#### Unai Emery
Na een herziening van het bedrijfsmodel, die samenviel met het vertrek van Wenger, werd Spanjaard Unai Emery aangesteld als hoofdtrainer van Arsenal. In zijn eerste seizoen als eindverantwoordelijke eindigde de club als vijfde in de competitie en bereikte het de finale van de Europa League. Die werd met 4-1 verloren van stadsgenoot Chelsea. In november 2019 werd Emery ontslagen. Voormalig speler Freddie Ljungberg nam tijdelijk de honneurs waar, waarna de club op 20 december 2019 een andere oud-speler, Mikel Arteta, aanstelde als hoofdtrainer.

#### Mikel Arteta
Aanvankelijk wist Arteta, geassisteerd door Albert Stuivenberg, de competitieresultaten niet te verbeteren, wat resulteerde in een achtste plaats in de eindklassering dat seizoen. Wel wist het team voor de veertiende keer in de clubgeschiedenis de FA Cup te winnen. Het daaropvolgende seizoen eindigde de club opnieuw als achtste, waardoor het voor het eerst in 26 jaar Europees voetbal misliep.
In het seizoen 2023/24 koersde Arsenal lange tijd af op de landstitel, maar mede door een te krappe selectie en blessureleed greep het alsnog mis en eindigde het als tweede achter het Manchester City van Pep Guardiola. Arsenal zette een nieuw record neer als langste koploper in de competitie die uiteindelijk geen kampioen werd. In het nieuwe seizoen mocht Arsenal weer deelnemen aan de Champions League, waarin groepswinnaar werd boven onder andere Sevilla en PSV. Uiteindelijk werd het in de kwartfinales uitgeschakeld door de Duitse recordkampioen Bayern München. In de Premier League streed het tot de laatste speeldag mee om de titel, maar was het wederom Manchester City dat The Gunners net voor was en kampioen werd met slechts twee punten meer.

## Erelijst
| Internationaal                          |     | |
| Jaarbeursstedenbeker                    | 1x  | 1970                                                                                                 |
| Beker der Bekerwinnaars                 | 1x  | 1994                                                                                                 |
| Nationaal                               |     | |
| First Division / Premier League         | 13x | 1931, 1933, 1934, 1935, 1938, 1948, 1953, 1971, 1989, 1991, 1998, 2002, 2004                         |
| FA Cup                                  | 14x | 1930, 1936, 1950, 1971, 1979, 1993, 1998, 2002, 2003, 2005, 2014, 2015, 2017, 2020                   |
| Football League Cup                     | 2x  | 1987, 1993                                                                                           |
| FA Charity Shield / FA Community Shield | 17x | 1930, 1931, 1933, 1934, 1938, 1948, 1953, 1991, 1998, 1999, 2002, 2004, 2014, 2015, 2017, 2020, 2023 |
| League Centenary Trophy                 | 1x  | 1988                                                                                                 |

Arsenal speelt sinds 1919 onafgebroken voetbal op het hoogste Engelse niveau en is daarmee recordhouder (99 seizoenen per seizoen 2024/25). Everton (122), Aston Villa (111) en Liverpool (110 jaar) hebben weliswaar meer seizoenen 'top flight' gespeeld, maar speelden op enig moment in de jaren 1919-2024 in een lagere divisie. De FA rekent hierbij ook de jaren mee waarin de competitie stil lag wegens oorlogsomstandigheden (1914-1918 en 1939-1945).
Het duurrecord van Arsenal zal voorlopig niet gebroken worden. Op de tweede plek staat Everton met 71 aaneengesloten seizoenen sinds 1954.

## Stadion

### Arsenal Stadium

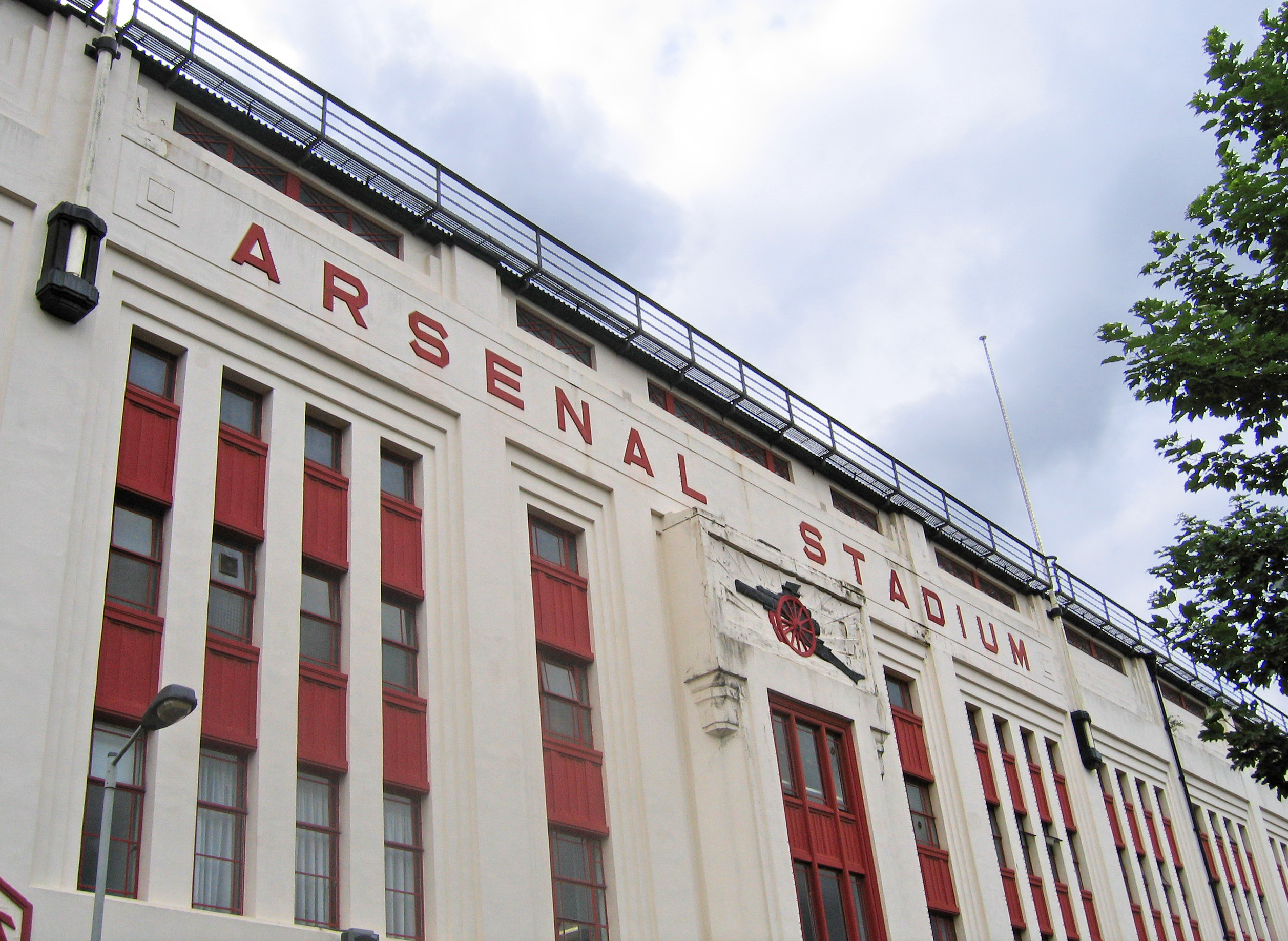
Voorgevel hoofdtribune Arsenal Stadium

Het Arsenal Stadium, ook bekend als Highbury, was de thuisbasis van de club vanaf september 1913 tot en met mei 2006. Laatstelijk konden er 38.500 toeschouwers in dat stadion; in het verleden was er door de aanwezigheid van staanplaatsen capaciteit voor 57.000 toeschouwers.
Uitbreiding van Highbury was slechts beperkt mogelijk omdat de East Stand de status van monument heeft en de drie andere tribunes dicht op andere bebouwing stonden. Deze beperkingen verhinderden de club in de jaren 90 van de twintigste eeuw en de eerste jaren van de 21ste eeuw, zijn inkomsten te maximaliseren, waardoor Arsenal dreigde achter te blijven bij zijn concurrenten in de voetbalgekte van die tijd. Uit verschillende mogelijkheden koos Arsenal voor een nieuw stadion met een capaciteit van 60.000 toeschouwers op Ashburton Grove, zo'n 500 meter ten zuidwesten van Highbury; kort na ingebruikneming werd de naam in Emirates Stadium veranderd.

### Emirates Stadium

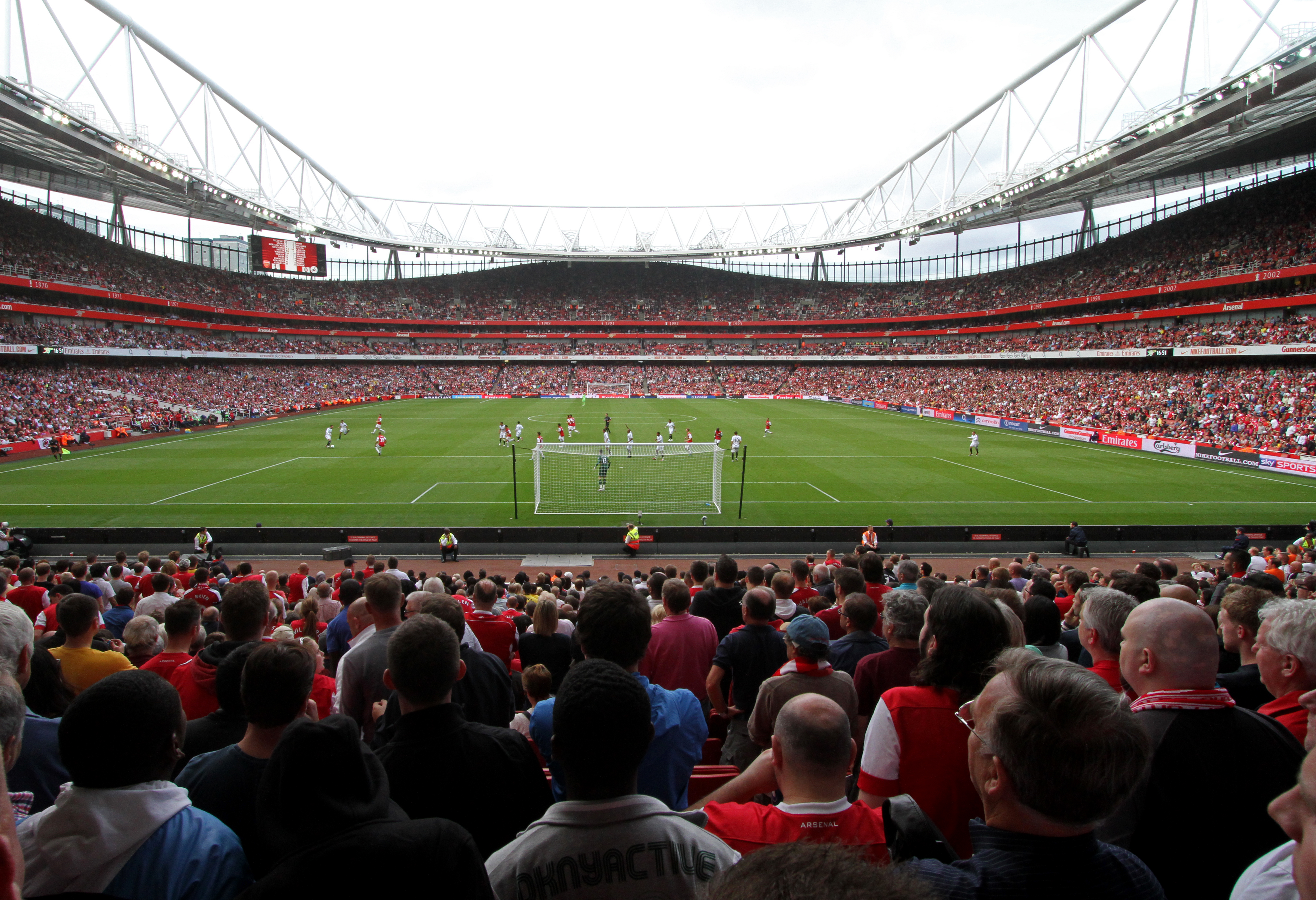
Emirates Stadium

De club speelt sinds augustus 2006 in het Emirates Stadium dat het oude Arsenal Stadium in Highbury verving. Met 60.704 zitplaatsen is het het op twee na grootste voetbalstadion van Engeland, na Wembley Stadium en Old Trafford. Het stadion is hypermodern en de grasmat staat bekend als een van de beste van Europa.

## Trainingscomplex

### Shenley Training Centre
De club traint op het Shenley Training Centre in Hertfordshire, een speciaal gebouwde trainingsfaciliteit die in 1999 werd geopend. Voordien gebruikte de club trainingsvelden op een nabijgelegen locatie van het University College of London Students' Union. Tot 1961 werd ook op Highbury getraind. De jeugdteams spelen hun thuiswedstrijden op Shenley, terwijl de reserves en het vrouwenelftal op Meadow Park hun thuiswedstrijden afwerken. Dit is de thuisbasis van Boreham Wood.

## Sponsoren
| Periode   | Kledingsponsor | Shirtsponsor                                      | Mouwsponsor  |
| --------- | -------------- | ------------------------------------------------- | ------------ |
| 1930–1970 | Bukta          | –                                                 | PRIME        |
| 1971–1981 | Umbro          | –                                                 | PRIME        |
| 1981–1986 | Umbro          | JVC                                               | PRIME        |
| 1986–1994 | Adidas         | JVC                                               | PRIME        |
| 1994–1999 | Nike           | JVC                                               | PRIME        |
| 1999–2002 | Nike           | Dreamcast (1ste en 3de shirt) en Sega (2de shirt) | PRIME        |
| 2002–2006 | Nike           | O2                                                | PRIME        |
| 2006–2014 | Nike           | Fly Emirates                                      | PRIME        |
| 2014–2018 | Puma           | Fly Emirates                                      | PRIME        |
| 2018–2019 | Puma           | Fly Emirates                                      | Visit Rwanda |
| 2019–0000 | Adidas         | Fly Emirates                                      | Visit Rwanda |

## Eerste elftal

### Selectie
| Nr.           | Naam                 | Sinds      | Contract   | Vorige club            |
| Doelmannen    | Doelmannen           | Doelmannen | Doelmannen | Doelmannen             |
| ------------- | -------------------- | ---------- | ---------- | ---------------------- |
| 1             | David Raya           | 2023       | 2028       | Brentford FC           |
| 13            | Kepa Arrizabalaga    | 2025       | 2028       | Chelsea                |
| 31            | Karl Hein            | 2022       | 2026       | Nomme United           |
| Verdedigers   |                      |            |            |                        |
| 2             | William Saliba       | 2020       | 2027       | Saint-Étienne          |
| 3             | Cristhian Mosquera   | 2025       | 2030       | Valencia CF            |
| 4             | Ben White            | 2021       | 2028       | Brighton & Hove Albion |
| 6             | Gabriel Magalhães    | 2020       | 2029       | Lille OSC              |
| 12            | Jurriën Timber       | 2023       | 2028       | Ajax                   |
| 15            | Jakub Kiwior         | 2023       | 2028       | Spezia                 |
| 17            | Oleksandr Zinchenko  | 2022       | 2026       | Manchester City        |
| 33            | Riccardo Calafiori   | 2024       | 2029       | Bologna                |
| 49            | Myles Lewis-Skelly   | 2024       | 2030       |                        |
| Middenvelders |                      |            |            |                        |
| 8             | Martin Ødegaard      | 2021       | 2028       | Real Madrid            |
| 16            | Christian Nørgaard   | 2025       | 2027       | Brentford FC           |
| 21            | Fábio Vieira         | 2022       | 2027       | FC Porto               |
| 23            | Mikel Merino         | 2024       | 2028       | Real Sociedad          |
| 28            | Albert Sambi Lokonga | 2021       | 2026       | Anderlecht             |
| 36            | Martín Zubimendi     | 2025       | 2030       | Real Sociedad          |
| 41            | Declan Rice          | 2023       | 2028       | West Ham United        |
| Aanvallers    |                      |            |            |                        |
| 7             | Bukayo Saka          | 2019       | 2027       |                        |
| 9             | Gabriel Jesus        | 2022       | 2027       | Manchester City        |
| 11            | Gabriel Martinelli   | 2019       | 2027       | Ituano                 |
| 14            | Viktor Gyökeres      | 2025       | 2030       | Sporting CP            |
| 19            | Leandro Trossard     | 2023       | 2026       | Brighton & Hove Albion |
| 20            | Noni Madueke         | 2025       | 2030       | Chelsea                |
| 22            | Ethan Nwaneri        | 2024       | 2030       |                        |
| 24            | Reiss Nelson         | 2019       | 2027       |                        |
| 29            | Kai Havertz          | 2023       | 2028       | Chelsea                |

Laatste update: 26 juli 2025 

### Staf
| Functie            | Naam               | Sinds | Contract | Vorige club       |
| ------------------ | ------------------ | ----- | -------- | ----------------- |
| Hoofdtrainer       | Mikel Arteta       | 2019  | 2027     | Manchester City   |
| Assistent-trainers | Gabriel Heinze     | 2025  |          | Newell's Old Boys |
| Assistent-trainers | Miguel Molina      | 2020  |          | Atlético Madrid   |
| Assistent-trainers | Albert Stuivenberg | 2019  |          | Wales             |
| Keeperstrainers    | Iñaki Caña         | 2019  |          | Brentford         |
| Keeperstrainers    | Terry Mason        | 2023  |          | Arsenal –21       |

Laatste update: 22 juli 2025

## Overzichtslijsten

### Eindklasseringen vanaf 1946/47
- 1947 13e
First Division
- 1948 1e
First Division
- 1949 5e
First Division
- 1950 6e
First Division
- 1951 5e
First Division
- 1952 3e
First Division
- 1953 1e
First Division
- 1954 12e
First Division
- 1955 9e
First Division
- 1956 5e
First Division
- 1957 5e
First Division
- 1958 12e
First Division
- 1959 3e
First Division
- 1960 13e
First Division
- 1961 11e
First Division
- 1962 10e
First Division
- 1963 7e
First Division
- 1964 8e
First Division
- 1965 13e
First Division
- 1966 14e
First Division
- 1967 7e
First Division
- 1968 9e
First Division
- 1969 4e
First Division
- 1970 12e
First Division
- 1971 1e
First Division
- 1972 4e
First Division
- 1973 2e
First Division
- 1974 10e
First Division
- 1975 16e
First Division
- 1976 17e
First Division
- 1977 8e
First Division
- 1978 5e
First Division
- 1979 7e
First Division
- 1980 4e
First Division
- 1981 3e
First Division
- 1982 5e
First Division
- 1983 10e
First Division
- 1984 1e
First Division
- 1985 7e
First Division
- 1986 7e
First Division
- 1987 4e
First Division
- 1988 6e
First Division
- 1989 1e
First Division
- 1990 4e
First Division
- 1991 1e
First Division
- 1992 4e
First Division
- 1993 10e
Premier League
- 1994 4e
Premier League
- 1995 12e
Premier League
- 1996 5e
Premier League
- 1997 3e
Premier League
- 1998 1e
Premier League
- 1999 2e
Premier League
- 2000 2e
Premier League
- 2001 2e
Premier League
- 2002 1e
Premier League
- 2003 2e
Premier League
- 2004 1e
Premier League
- 2005 2e
Premier League
- 2006 4e
Premier League
- 2007 4e
Premier League
- 2008 3e
Premier League
- 2009 4e
Premier League
- 2010 3e
Premier League
- 2011 4e
Premier League
- 2012 3e
Premier League
- 2013 4e
Premier League
- 2014 4e
Premier League
- 2015 3e
Premier League
- 2016 2e
Premier League
- 2017 5e
Premier League
- 2018 6e
Premier League
- 2019 5e
Premier League
- 2020 8e
Premier League
- 2021 8e
Premier League
- 2022 5e
Premier League
- 2023 2e
Premier League
- 2024 2e
Premier League
- 2025 2e
Premier League

- First Division
- Premier League

ⓘ In 1992 invoering van de Premier League en opheffing van de Fourth Division; in 2004 opheffing van de First, Second en Third Division.

### Seizoensresultaten
| 2007–2008 | 3 | 20 | Premier League | 38 | 24 | 11 | 3  | 74–31 | 83 | 60.070  |
| 2008–2009 | 4 | 20 | Premier League | 38 | 20 | 12 | 6  | 68–37 | 72 | 60.040  |
| 2009–2010 | 3 | 20 | Premier League | 38 | 23 | 6  | 9  | 83–41 | 75 | 59.927  |
| 2010–2011 | 4 | 20 | Premier League | 38 | 19 | 11 | 8  | 72–43 | 68 | 60.025  |
| 2011–2012 | 3 | 20 | Premier League | 38 | 21 | 7  | 10 | 74–49 | 70 | 60.000  |
| 2012–2013 | 4 | 20 | Premier League | 38 | 21 | 10 | 7  | 72–37 | 73 | 60.079  |
| 2013–2014 | 4 | 20 | Premier League | 38 | 24 | 7  | 7  | 68–41 | 79 | 60.013  |
| 2014–2015 | 3 | 20 | Premier League | 38 | 22 | 9  | 7  | 71–36 | 75 | 60.013  |
| 2015–2016 | 2 | 20 | Premier League | 38 | 20 | 11 | 7  | 65–36 | 71 | 59.959  |
| 2016–2017 | 5 | 20 | Premier League | 38 | 23 | 6  | 9  | 77–44 | 75 | 59.981  |
| 2017–2018 | 6 | 20 | Premier League | 38 | 19 | 6  | 13 | 74–51 | 63 | 59.323  |
| 2018–2019 | 5 | 20 | Premier League | 38 | 21 | 7  | 10 | 73–51 | 70 | 59.899  |
| 2019–2020 | 8 | 20 | Premier League | 38 | 14 | 14 | 10 | 56–48 | 56 | 60.2791 |
| 2020–2021 | 8 | 20 | Premier League | 38 | 18 | 7  | 13 | 55-39 | 61 | --      |
| 2021–2022 | 5 | 20 | Premier League | 38 | 22 | 3  | 13 | 61-48 | 69 | 59.776  |
| 2022–2023 | 2 | 20 | Premier League | 38 | 26 | 6  | 6  | 88-43 | 84 | 60.191  |
| 2023–2024 | 2 | 20 | Premier League | 38 | 28 | 5  | 5  | 91-29 | 89 | 60.236  |

1 De laatste vier thuiswedstrijden van het seizoen werden zonder toeschouwers afgewerkt en worden hierbij niet meegerekend.

### Arsenal in Europa
Arsenal speelt sinds 1963 in diverse Europese competities. Hieronder staan de competities en in welke seizoenen de club deelnam. Vet gedrukt staan de edities die zijn gewonnen door Arsenal:
- Champions League (22x)

1998/99, 1999/00, 2000/01, 2001/02, 2002/03, 2003/04, 2004/05, 2005/06, 2006/07, 2007/08, 2008/09, 2009/10, 2010/11, 2011/12, 2012/13, 2013/14, 2014/15, 2015/16, 2016/17, 2023/24, 2024/25, 2025/26
- Europacup I (2x)

1971/72, 1991/92
- Europa League (5x)

2017/18, 2018/19, 2019/20, 2020/21, 2022/23
- Europacup II (3x)

1979/80, 1993/94, 1994/95
- UEFA Cup (6x)

1978/79, 1981/82, 1982/83, 1996/97, 1997/98, 1999/00
- UEFA Super Cup (1x)

1994
- Jaarbeursstedenbeker (3x)

1963/64, 1969/70, 1970/71
Bijzonderheden Europese competities:
| Bijzonderheid                 | Datum      | Tegenstander      | Uitslag | Plaats  | Naam          | Aantal |
| ----------------------------- | ---------- | ----------------- | ------- | ------- | ------------- | ------ |
| Grootste overwinning          | 03-11-1993 | Standard Luik     | 7-0     | Luik    |               |        |
| Grootste overwinning          | 23-10-2007 | Slavia Praag      | 7-0     | Londen  |               |        |
| Grootste nederlaag            | 04-11-2015 | FC Bayern München | 1-5     | München |               |        |
| Grootste nederlaag            | 15-02-2017 | FC Bayern München | 1-5     | München |               |        |
| Grootste nederlaag            | 07-03-2017 | FC Bayern München | 1-5     | Londen  |               |        |
| Speler met meeste wedstrijden | 15-02-2012 |                   |         |         | Thierry Henry | 86     |
| Speler met meeste doelpunten  | 26-09-2006 |                   |         |         | Thierry Henry | 42     |

UEFA Club Ranking: 12 (07-07-2025)

## Records & Statistieken

### Topscorers aller tijden
| #  | Naam             | Periode          | League    | FA Cup  | League Cup | Europa  | Andere  | Totaal    |
| -- | ---------------- | ---------------- | --------- | ------- | ---------- | ------- | ------- | --------- |
| 1  | Thierry Henry    | 1999–2007 & 2012 | 176 (258) | 08 (26) | 02 0(3)    | 42 (85) | 1 (4)   | 228 (376) |
| 2  | Ian Wright       | 1991–1998        | 128 (221) | 12 (16) | 29 (29)    | 15 (21) | 1 (1)   | 185 (288) |
| 3  | Cliff Bastin     | 1929–1947        | 150 (350) | 26 (42) | 00 0(0)    | 00 0(0) | 2 (4)   | 178 (396) |
| 4  | John Radford     | 1964–1976        | 111 (379) | 15 (44) | 12 (34)    | 11 (24) | 0 (0)   | 149 (481) |
| 5  | Ted Drake        | 1934–1945        | 124 (168) | 12 (14) | 00 0(0)    | 00 0(0) | 3 (2)   | 139 (184) |
| 6  | Jimmy Brain      | 1923–1931        | 125 (204) | 14 (27) | 00 0(0)    | 00 0(0) | 0 (1)   | 139 (232) |
| 7  | Doug Lishman     | 1948–1956        | 125 (226) | 10 (17) | 00 0(0)    | 00 0(0) | 2 (1)   | 137 (244) |
| 8  | Robin van Persie | 2004–2012        | 096 (193) | 10 (17) | 06 (12)    | 20 (53) | 0 (2)   | 132 (278) |
| 9  | Joe Hulme        | 1926–1938        | 107 (333) | 17 (39) | 00 0(0)    | 00 0(0) | 1 (2)   | 125 (374) |
| 10 | Dennis Bergkamp  | 1995-2006        | 87 (316)  | 22 (57) | 00 0(0)    | 16 (57) | 00 0(0) | 125 (428) |

## Bekende (oud-)Gunners

### Spelers
- Tony Adams
- Pierre-Emerick Aubameyang
- Dennis Bergkamp
- Steve Bould
- Giovanni van Bronckhorst
- Sol Campbell
- Ashley Cole
- Paul Davis
- Lee Dixon
- Cesc Fàbregas
- Thierry Henry
- Martin Keown
- Jens Lehmann
- Fredrik Ljungberg
- Paul Merson
- David O'Leary
- Marc Overmars
- Alex Oxlade-Chamberlain
- Mesut Özil
- Ray Parlour
- Robin van Persie
- Robert Pirès
- David Seaman
- Alan Smith
- Thomas Vermaelen
- Patrick Vieira
- Theo Walcott
- Jack Wilshere
- Nigel Winterburn
- Ian Wright

### Trainers
- Mikel Arteta
- Herbert Chapman
- Unai Emery
- George Graham
- Terry Neill
- Arsène Wenger

### Nederlandse Gunners
- Jurriën Timber
- Nacer Barazite
- Robin van Persie
- Giovanni van Bronckhorst
- Marc Overmars
- Dennis Bergkamp
- Glenn Helder
- Gerrit Keizer